# Deepal

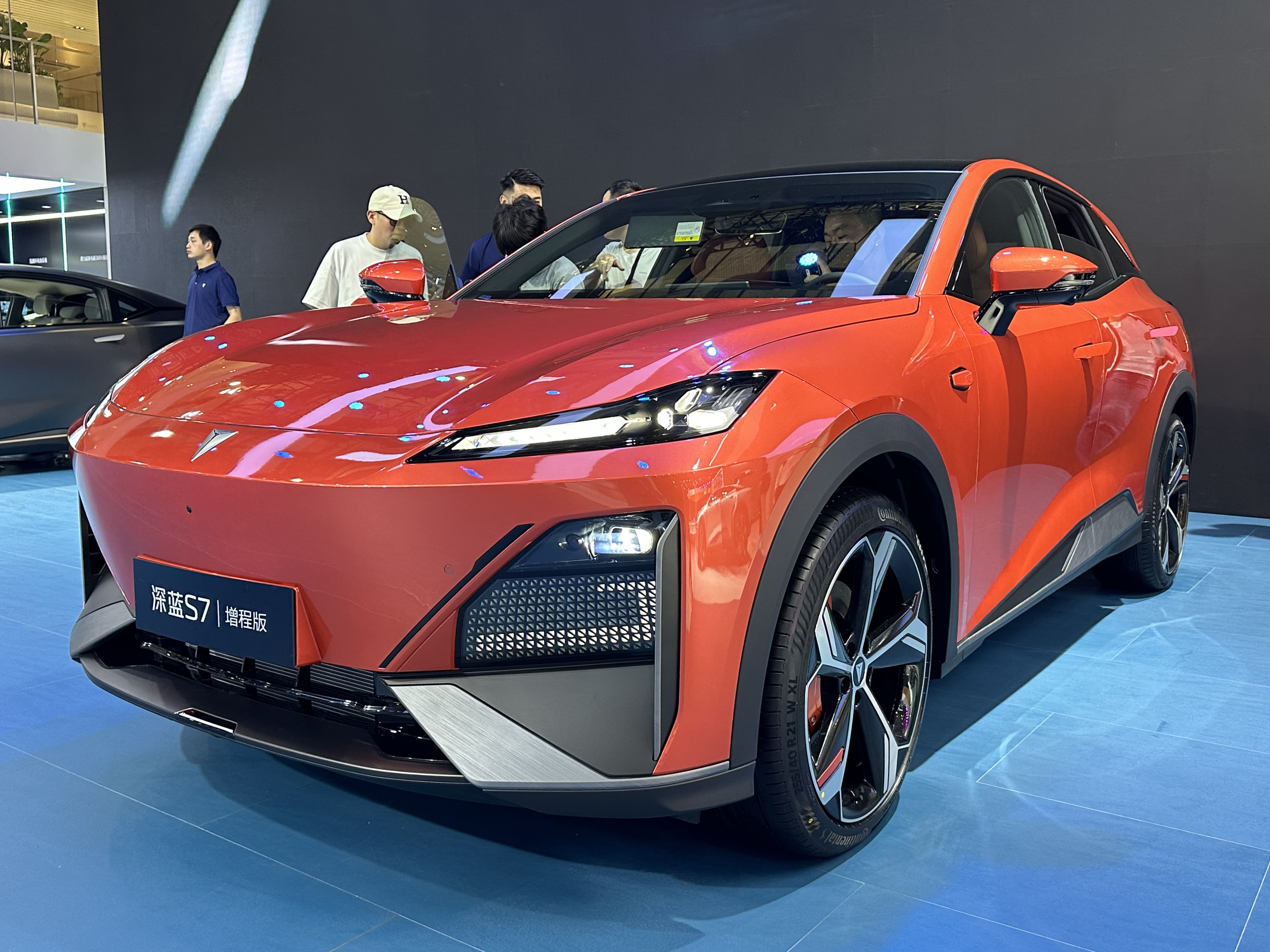
Shenlan S7

Deepal Automobile Technology Co., Ltd. или Shenlan Technology Co., Ltd. — подразделение китайской компании Changan, а также одноимённая серия электромобилей данной торговой марки. Базируется на выпуске гибридных и аккумуляторных электромобилей.

## История
В апреле 2022 года компания Changan объявила о создании нового бренда Shenlan в рамках концерна, производящего высокотехнологичные современные электромобили. Первой моделью компании стал среднеразмерный лифтбек Changan C385.
Дебют автомобиля Shenlan SL03 состоялся в конце июня 2022 года на автосалоне в Чунцине. По случаю запуска, производитель также сообщил подробности спецификации оборудования и прайс-лист. В октябре 2022 года в модельный ряд был добавлен гибридный автомобиль Range Extender.
В марте 2023 года модельный ряд Shenlan был дополнен кроссовером Shenlan S7. Продажи начались в мае 2023 года.
За границу автомобили Shenlan поставляются под маркой Deepal.

## Модельный ряд

### Выпускаемые модели
- Deepal L07 (2022 — настоящее время) — компактный седан, BEV/EREV.
- Deepal S05 (2024 — настоящее время) — субкомпактный SUV, BEV/EREV.
- Deepal S07 (2023 — настоящее время) — компактный SUV, BEV/EREV[8].
- Deepal S09 (2025 — настоящее время) — полноразмерный SUV, EREV.
- Deepal G318 — среднеразмерный SUV, BEV/EREV[9].

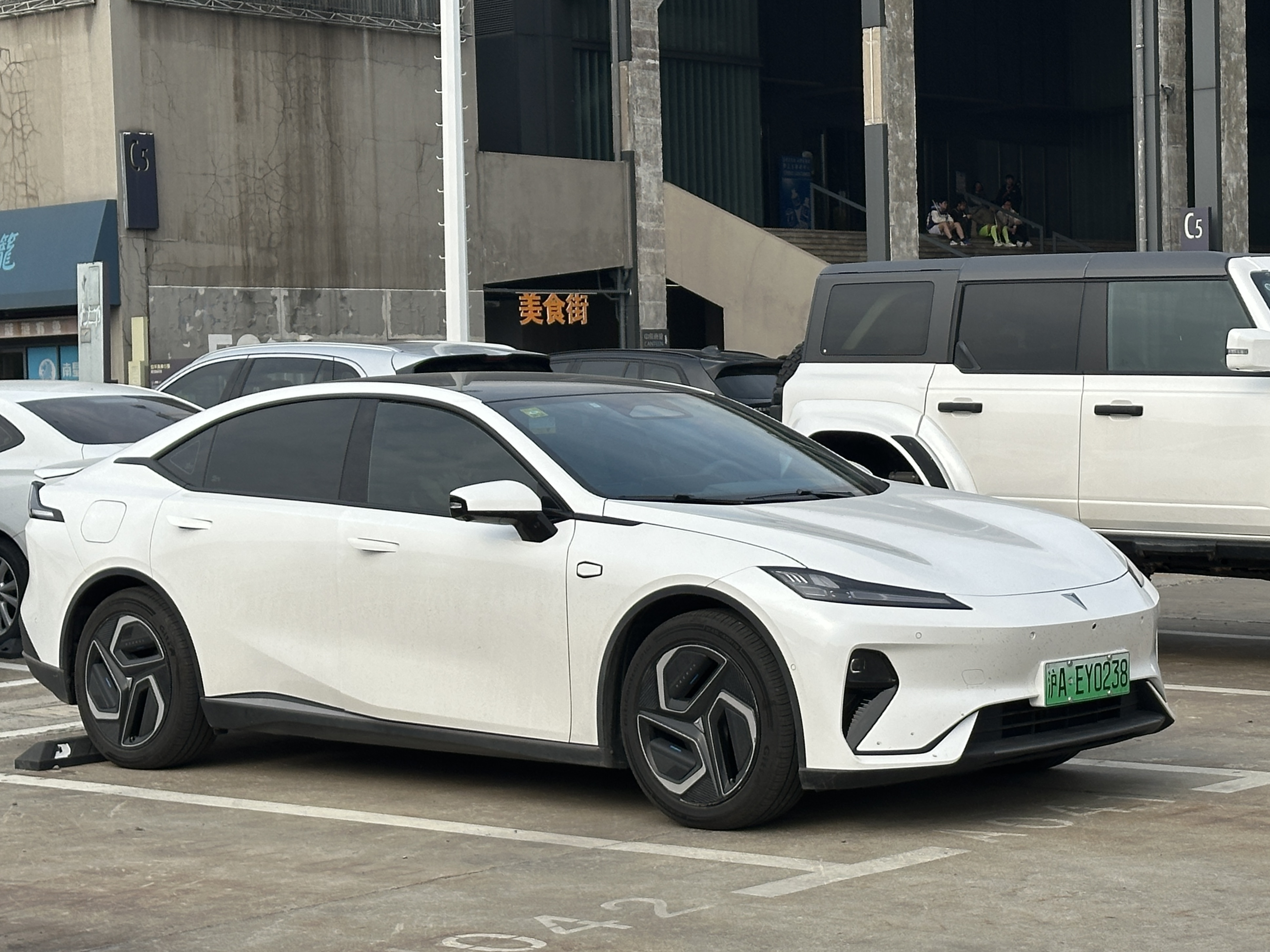
Deepal L07
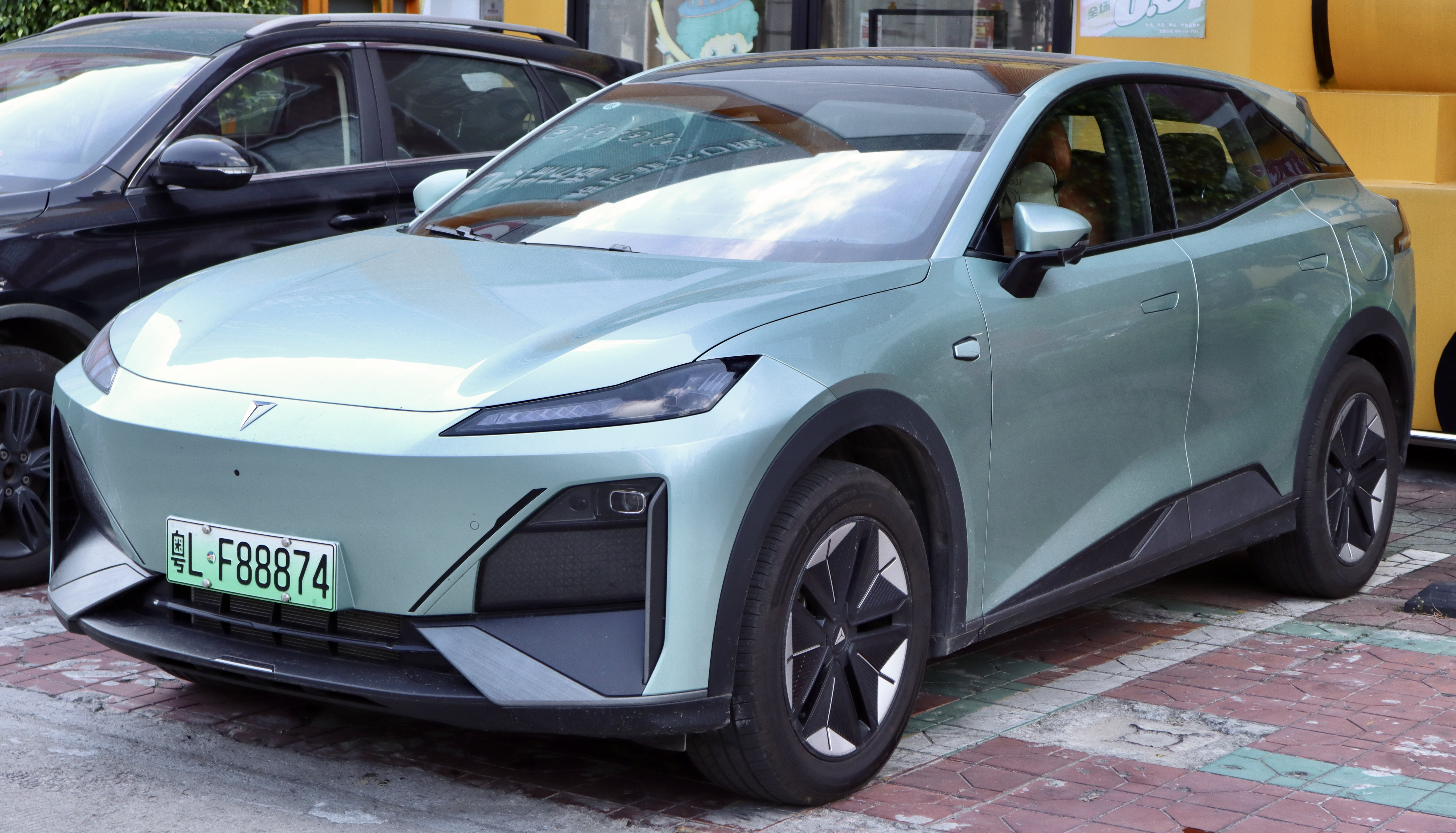
Deepal S07
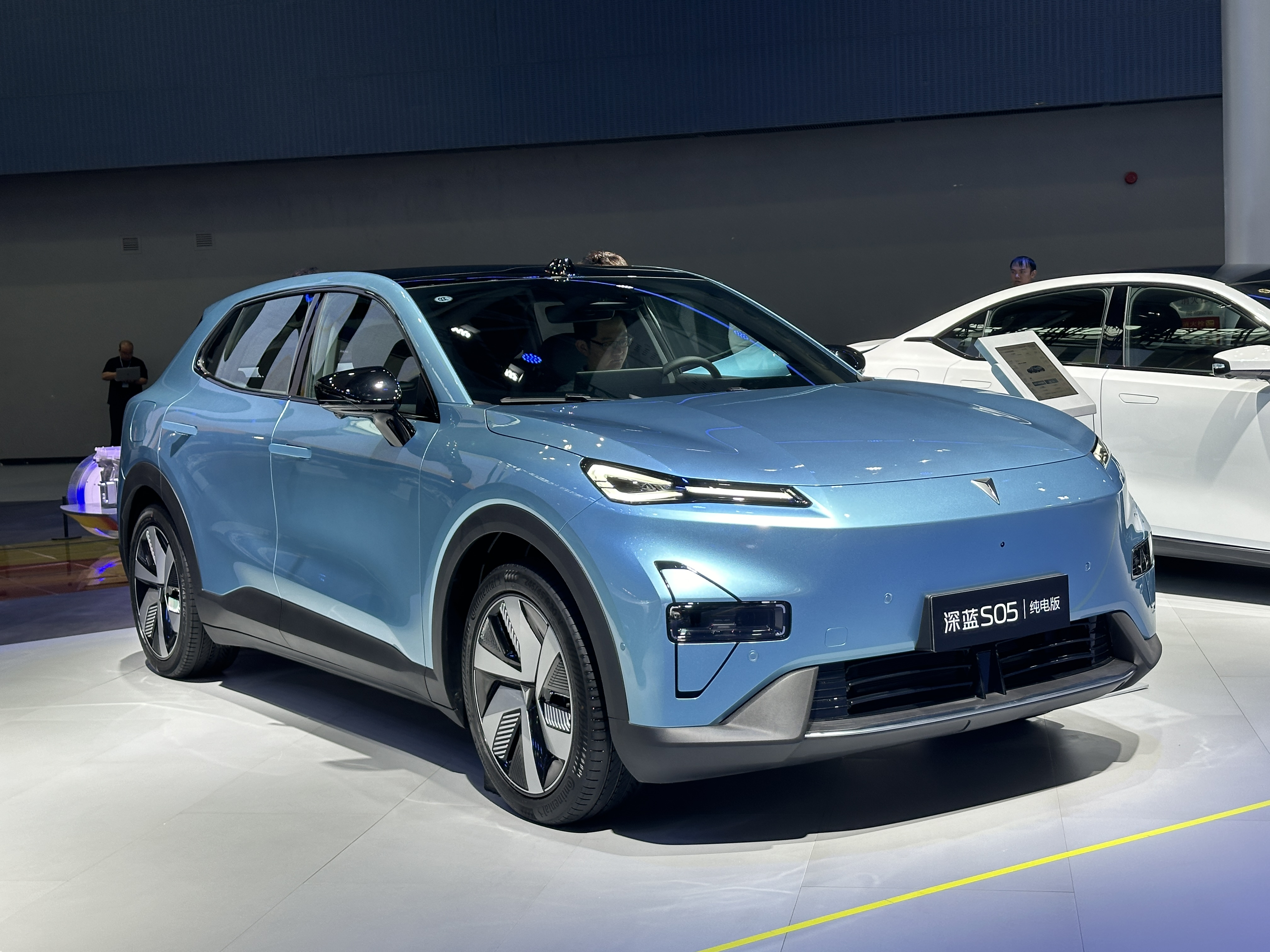
Deepal S05
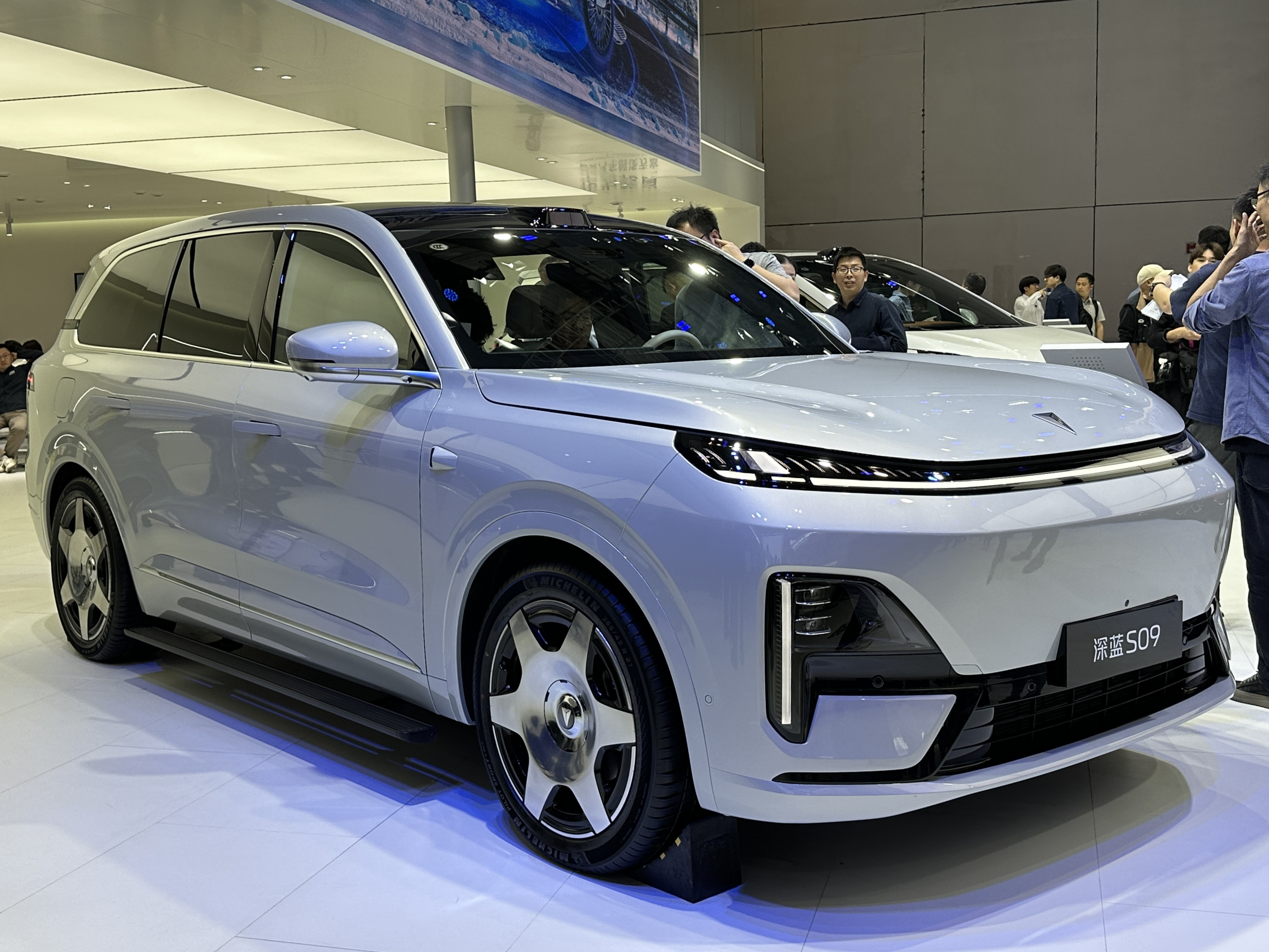
Deepal S09
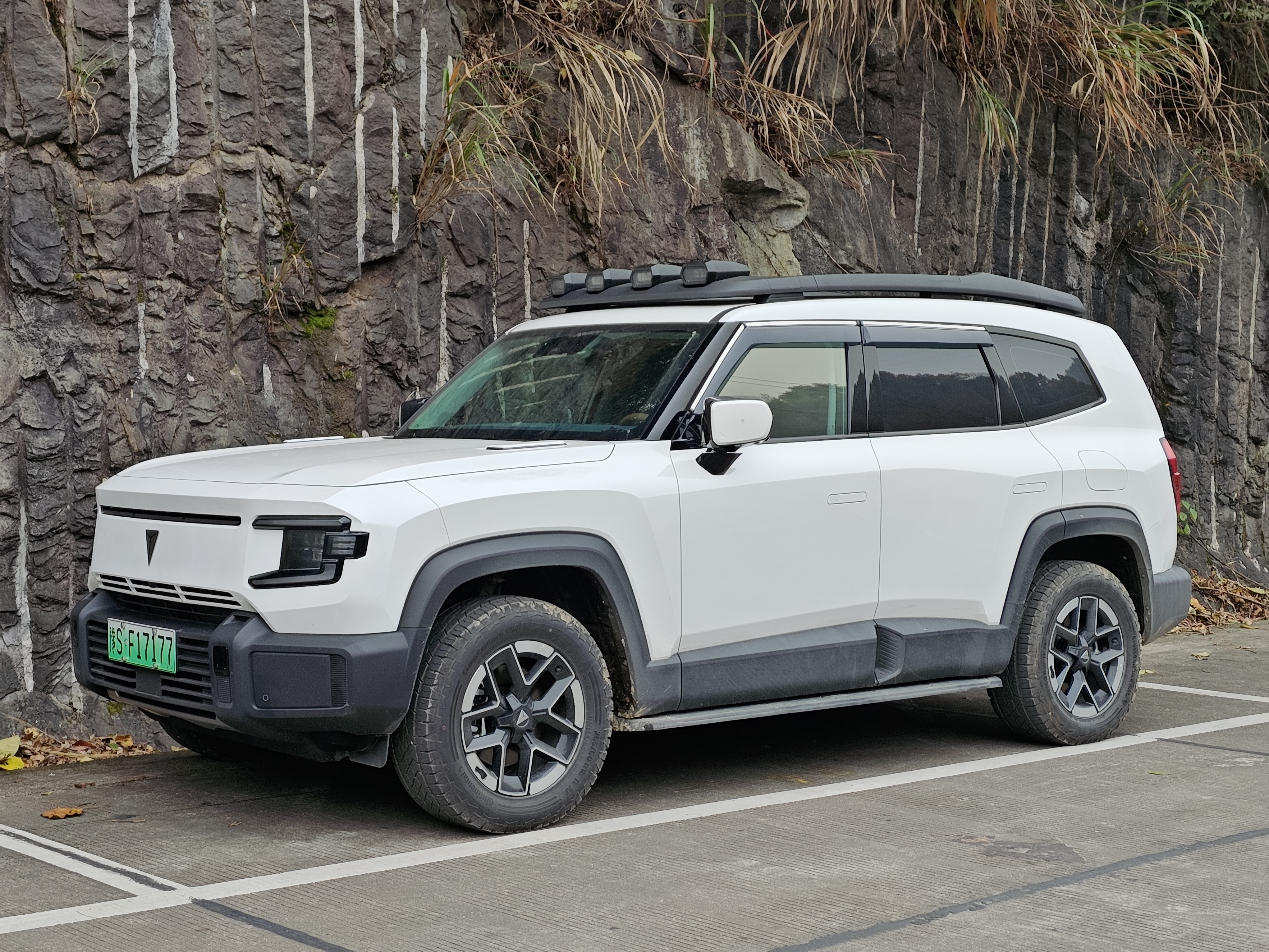
Deepal G318

### Экспортные модели
- Deepal E07 (2024 — настоящее время) — среднеразмерный SUV, ребеджинг Changan Nevo E07
- Deepal Hunter K50 (2024 — настоящее время), пикап, ребеджинг Changan F70

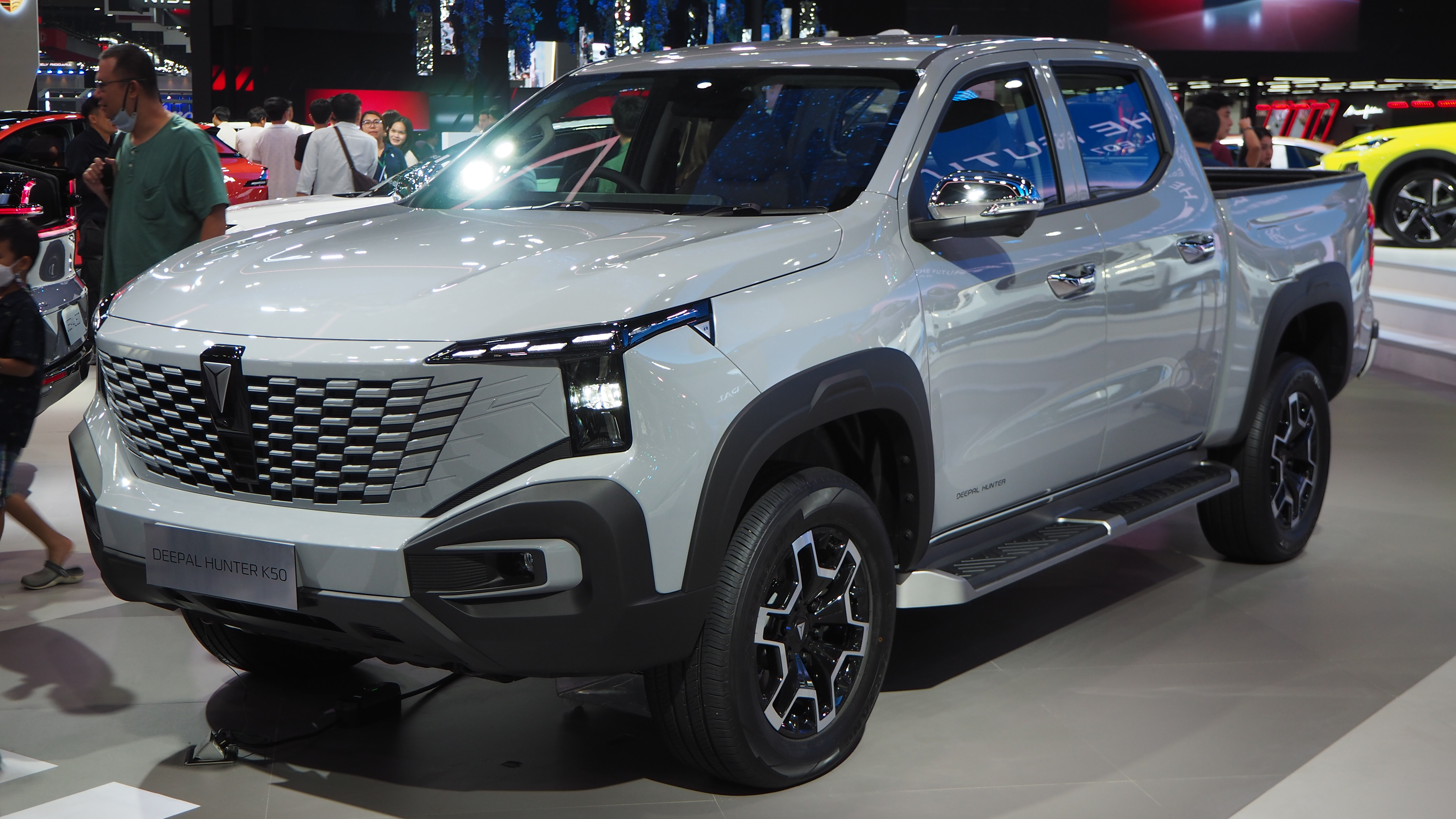
Deepal Hunter K50

## Продажи
| Год  | Всего   |
| ---- | ------- |
| 2022 | 33,354  |
| 2023 | 128,865 |
| 2024 | 243,894 |